# Hernán Toro Agudelo
Hernán Toro Agudelo (Frontino, 3 de octubre de 1918 - Medellín, 30 de enero de 1978) fue un jurista y político colombiano. 
Se desempeñó como Magistrado de la Corte Suprema de Justicia y Ministro de Agricultura de Colombia. 

## Biografía
Nació en Frontino en 1918, hijo de Fidel A. Toro H., quién se desempeñó como Alcalde de Dabeiba y de Santa Fe de Antioquia, y de  Teresa Agudelo C..  Desde pequeño se radicó con su familia en Medellín, cursando sus estudios primarios en la escuela Juan del Corral y los secundarios en la Escuela Normal de Varones, de dónde fue expulsado por sus "ideas revolucionarias"; debido a esto, tuvo que ir a Bogotá a terminar sus estudios secundarios, donde conoció personalmente a futuros intelectuales como León de Greiff, Alberto Lleras Camargo, Jorge Zalamea Borda, Gerardo Molina Ramírez y Ricardo Rendón.
Estudió Derecho en la Universidad de Antioquia, de donde se graduó con una tesis sobre el impuesto predial en 1946; fue profesor de esta universidad y de la Universidad de Medellín.
Miembro del Partido Liberal, en el campo político se desempeñó como Diputado a la Asamblea de Antioquia, Secretario departamental de Obras Públicas, de Hacienda y de Gobierno de Antioquia, Subsecretario de Hacienda del Municipio de Medellín, jefe de Catastro del Departamento de Antioquia, Presidente del Directorio Liberal de Antioquia, Ministro de Agricultura durante la presidencia de Alberto Lleras Camargo, Representante a la Cámara (1960-1962, 1964-1966) y Senador (1966-1970). Siendo Ministro de Agricultura se creó el Instituto Colombiano Agropecuario (ICA) y se reglamentó la ley de reforma agraria en Colombia.
Magistrado de la Corte Suprema de Justicia, en esta se desempeñó como Presidente de la Sala Constitucional. En 1972 se convirtió en miembro de la Academia Colombiana de Jurisprudencia. También fue director de los periódicos El Mundo y El Diario, así como de la Aeronáutica Civil.